# Tânia Bondezan
Tânia Bondezan (São Paulo, 2 de marzo de 1956) es una actriz brasileña que actúa en televisión, teatro y cine.

## Biografía
En la TELE
En la TELE, Tânia hizo su primera novela en la Band con La Edad de la Loba. Luego después, hizo otra en la Band y, después, fue para el SBT, donde hizo Los Huesos del Barão y Chiquititas. Después, fue para Red Globo, donde hizo la serie Chiquinha Gonzaga, e inmediatamente después hizo la novela de las ocho Tierra Nostra y enseguida Malhação. El SBT fue la emisora de TELE donde más trabajó al largo de su carrera, haciendo hasta entonces 8 novelas. Actualmente, está en el aire en Cómplices de un Rescate novela infantil del SBT, haciendo el papel de la babá Marina, uno de sus pocos papeles en el SBT de buena personalidad, ya que la mayoría fueron solo como vilã.

## Carrera

### Trabajos en la televisión
| Año     | Título                       | Personaje                                 |
| ------- | ---------------------------- | ----------------------------------------- |
| 2017-18 | Carinha de Anjo              | Eva                                       |
| 2015-16 | Cómplices de un Rescate      | Marina Alves Lopes/Antonela Cavichioli    |
| 2009-10 | Se vende un Véu de Prometida | Rita Vilela                               |
| 2008-09 | Revelación                   | Bárbara Fontenelli                        |
| 2007    | Maria Esperanza              | Malvina Trajano Queiroz                   |
| 2004-05 | Esmeralda                    | Fátima Álvares Real                       |
| 2003-04 | Chocolate con Pimenta        | Marieta Gonçalves Lima                    |
| 2002-03 | Pequeña Traviesa             | Heloísa                                   |
| 2000    | Malhação (7.ª temporada)     | Raquel Fernandes (Participación especial) |
| 1999-00 | Tierra Nostra                | Mariana                                   |
| 1999    | Chiquinha Gonzaga            | Maria Isabel Ribeiro de Amaral            |
| 1998    | Chiquititas Brasil           | Amélia                                    |
| 1997    | Los Huesos del Barão         | Giuseppina                                |
| 1996    | El Campeón                   | Lurdes                                    |
| 1995    | La Edad de la Loba           | Olga                                      |

- Datos: Q10385839
- Multimedia: Tânia Bondezan / Q10385839